# Klafferbach (Große Mühl)
Der Klafferbach ist ein linker Zufluss zur Großen Mühl bei Klaffer am Hochficht in Oberösterreich.

## Geographie

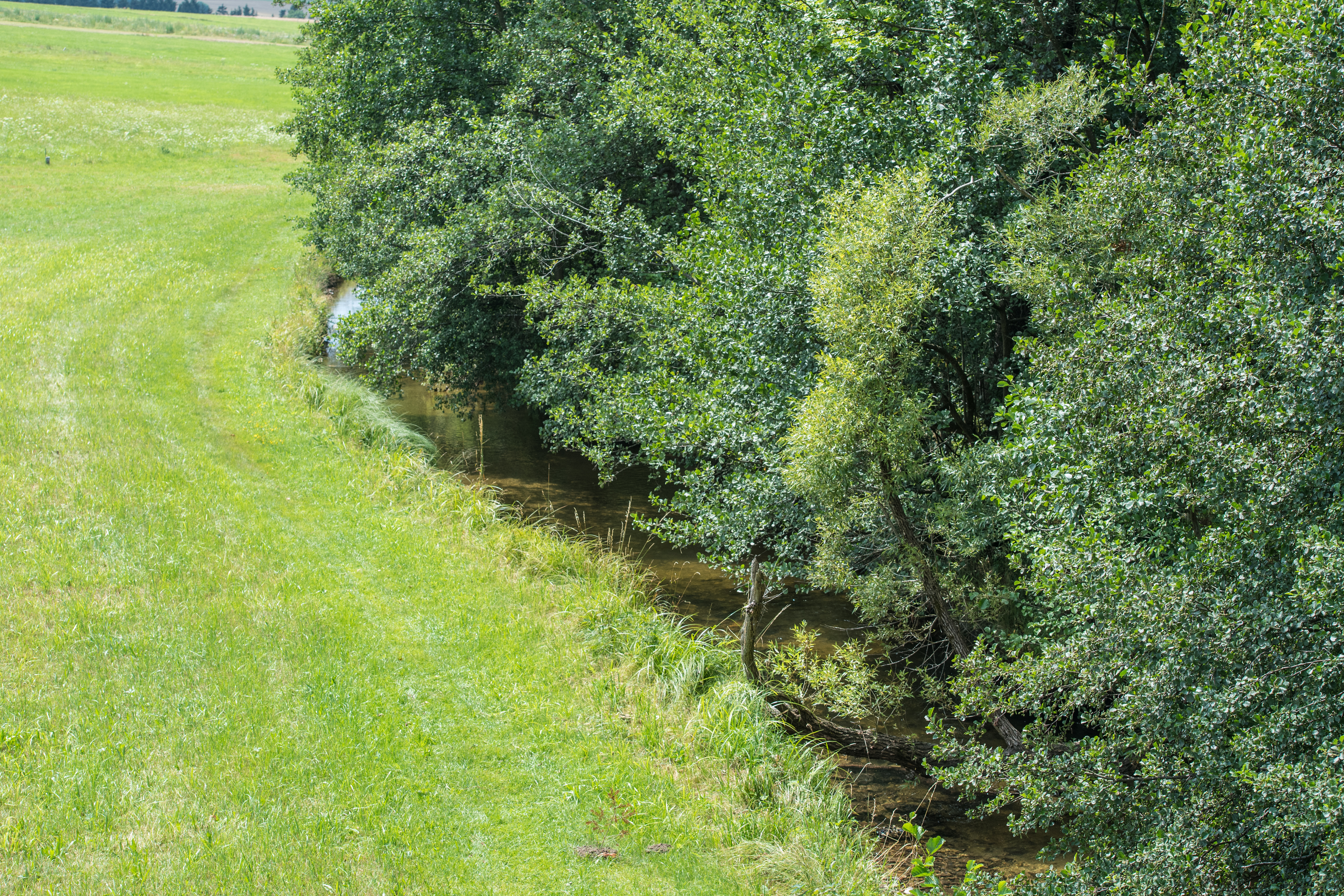
Klafferbach bei der Haindlmühle

Der Klafferbach fließt aus mehreren Quellbächen zusammen, die alle in der Grundseeau, der nördlichsten Quellregion Österreichs, entspringen. Vor dort fließt er nach Südosten ab und nimmt dabei zahlreiche weitere Zubringer wie den Riesbach und den Rehbergbach auf. Hier bildet er auch die Grenze zwischen den Gemeinden Schwarzenberg und Klaffer. Südlich der Ortschaft Holzschlag münden der Tafelaubach und der Stinglbach in den Klafferbach ein und bei Pfaffetschlag fließt der Theinhörlbach zu, bevor sich der Klafferbach südlich von Klaffer mit der Großen Mühl vereint. Hier bildet er die Grenze zur Gemeinde Ulrichsberg.
Der Klafferbach ist im Oberlauf tief in den Untergrund eingeschnitten und weist eine hohe Fließgeschwindigkeit auf. Im Gemeindewappen weist der Einschnitt am Schildfuß auf diesen schluchtartigen Talabschnitt hin. Ein Abschnitt des Nordwaldkammwegs, der hier Teil des Europäischen Fernwanderwegs E6 ist, führt entlang des Bachoberlaufs.

## Geschichte
Der Klafferbach wurde erstmals im Jahr 1264 schriftlich erwähnt, als Budiwoj von Krumau und seine Frau Berta dem Stift Schlägl das Dorf Schindlau mit dem gesamten Gebiet zwischen dem Schindlaubach und dem Klafferbach schenkten. Das war die erste große Gebietserweiterung des Stiftes.

## Umwelt
Entlang des Klafferbachs entwickelten sich lineare und zum Teil flächige Weichholzauen. Beim Bach wachsen nasse Fichten-Wälder beziehungsweise Fichten-Tannen-Wälder, auf seinen konkaven Unterhängen bodensaure Fichten-Tannen-Buchenwälder. Auf der Höhe von Pfaffetschlag liegt eine Grünlandbrache, die zu den Mädesüß-Staudenfluren gezählt wird. Am Oberlauf verläuft eine schmale Hochstaudenflur mit Knolligem Beinwell (Symphytum tuberosum), Pestwurzen (Petasites), Kälberkröpfen (Chaerophyllum), Alpen-Milchlattich (Cicerbita alpina) und Österreichischer Gemswurz (Doronicum austriacum).
Bachforellen und Saiblinge bilden den hauptsächlichen Fischbestand, vereinzelt kommen auch Regenbogenforellen vor. Außerdem wurde die Koppe (Cottus gobio) nachgewiesen. Der Bach dient dem Fischotter (Lutra lutra) als Nahrungslebensraum. Im Tal auf den unteren Hängen des Hochfichts wurden Habichtskäuze (Strix uralensis) beobachtet.
Der Klafferbach ist Teil des 9.350 Hektar großen Europaschutzgebiets Böhmerwald-Mühltäler und der 22.302 Hektar großen Important Bird Area Böhmerwald und Mühltal.

## Bemerkenswerte Bauwerke

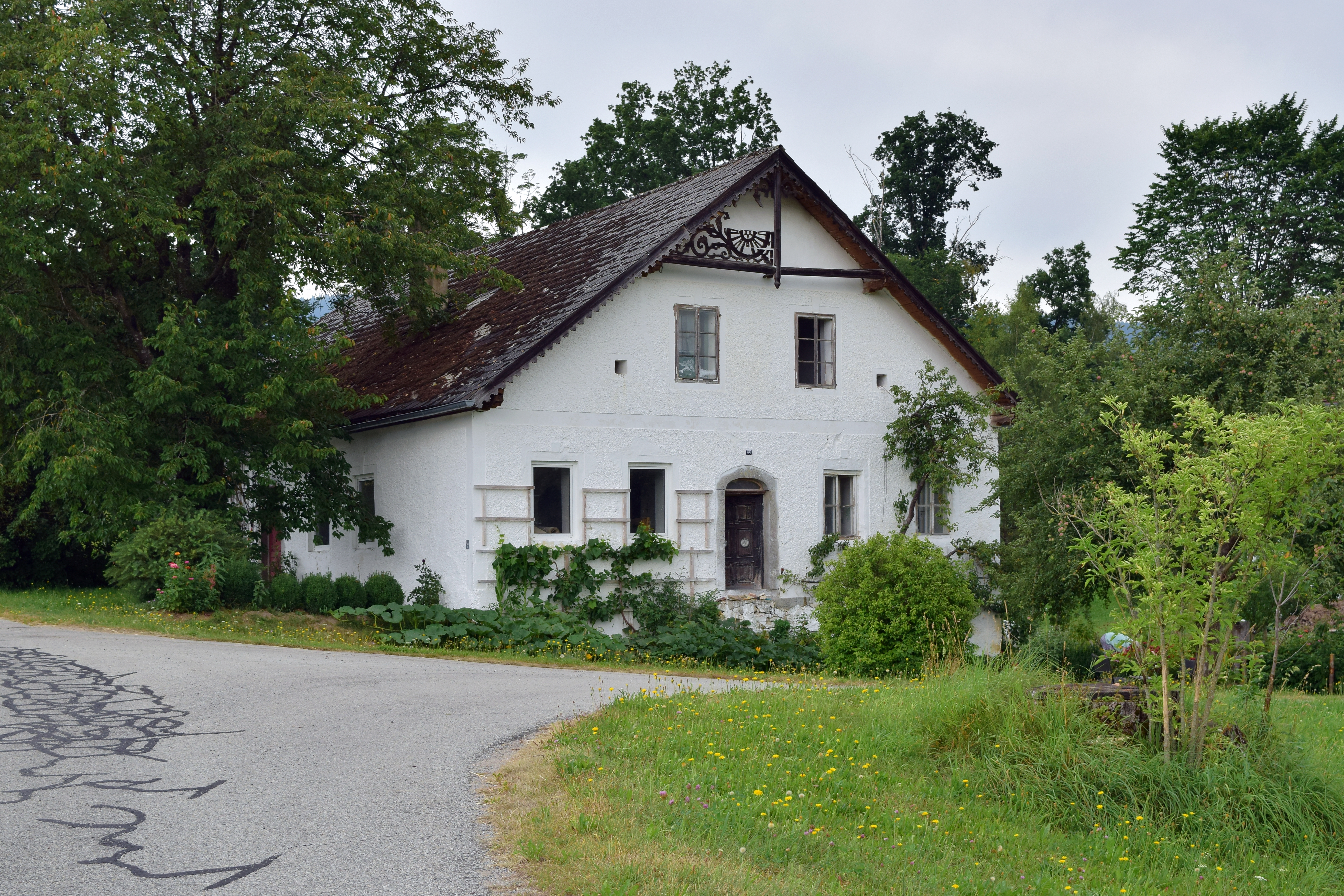
Obermühle Klaffer

- Die Obermühle Klaffer ist eine große spätbarocke Mühle aus dem letzten Drittel des 18. Jahrhunderts. Sie wurde im 19. Jahrhundert beträchtlich erweitert. Im Jahr 1904 kam es zu einem Brand. Das zugehörige eingeschoßige Inhaus wurde 1909 erbaut. Die Mühle stellte Ende der 1960er Jahre ihren Betrieb ein.[13][14]
- Die Haindlmühle, die 1571 Sigmund dem Heindlmüller gehörte, war einst die Dorfmühle von Salnau und Seitelschlag. Von 1914 bis 1946/47 bezog ganz Ulrichsberg den Strom von der Haindlmühle.[14]